# Versandkosten
Versandkosten sind diejenigen Kosten, die durch den Versand von Gütern verursacht werden.

## Allgemeines
Die Versandkosten stellen einen Teil der Vertriebskosten dar. Die Vertriebskosten setzen sich zusammen aus Verpackungskosten (Kosten für das  Verpackungsmaterial einschließlich der dabei verwendeten Hilfsstoffe, Kosten für die Einhaltung der Verpackungsverordnung), Versandkosten und Verkaufsprovisionen. Während die Transportkosten die Kosten des reinen Transports umfassen, gehören zu den Versandkosten auch das Porto, die Kosten der Be- und Entladung (englisch handling) der Transportmittel, Ausgangsfrachten, Rollgeld, Transportversicherung, Treibstoffkosten, Zoll, anteilige Abschreibungen auf Transportmittel und die anteiligen Personalkosten des Vertriebs. Kern der Versandkosten bilden der Post-, Schiffs-, Flugzeug- und Bahnversand.

## Rechtsfragen
In den Lieferungsbedingungen ist festgelegt, wer die Versandkosten zu tragen hat. Bei der Frankatur und Handelsklausel „frei Haus“ oder „frachtfrei“ übernimmt der Verkäufer sämtliche Versandkosten, bei „unfrei“ trägt der Verkäufer nur die Versandkosten bis zum Haupt-Transportmittel (Kosten des Vorlaufs), bei „ab Werk“ trägt der Käufer alle Versandkosten. Die Incoterms legen fest, dass mit CIF der Verkäufer die Versandkosten bis zum Bestimmungshafen trägt, während bei FOB der Verkäufer die Versandkosten nur bis zum Haupttransportmittel übernimmt. 
Im Falle der Ausübung des Widerrufsrechts durch den Verbraucher ist es gemäß § 357 Abs. 6 BGB möglich, die Versandkosten der Retoure dem Verbraucher aufzuerlegen, wenn der Unternehmer den Verbraucher von dieser Pflicht unterrichtet hat.

## Steuerliche Behandlung in Deutschland
Die dem Kunden in Rechnung gestellten Versandkosten fallen unter die Kategorie unselbstständige Nebenleistungen und sind damit mit dem für die versandten Gegenstände (Hauptleistungen) gültigen Mehrwertsteuersatz zu versteuern (d. h. bei ermäßigten Waren gilt auch der ermäßigte Satz für die Versandkosten; vgl. § 12 (2) Nr. 1 UstG). Dieses gilt auch für den Kunden weiterbelastete Gebühren der Deutschen Post AG, die gemäß § 4 Nr. 11b UstG selbst von der Mehrwertsteuerpflicht befreit ist.

## Wirtschaftliche Aspekte
Versandkosten werden in der Kostenrechnung als Vertriebskosten verrechnet. Da die Tarife der Speditionen, des Eisenbahntransports sowie des Schiffs- und Flugverkehrs nach Entfernung gestaffelt sind, bietet sich eine entsprechende Aufgliederung der Versandkosten an, auch wenn diese nicht üblich ist. Im Versandhandel – und damit auch im Online-Handel – können dem Kunden die Versandkosten auferlegt werden, wobei ab einem bestimmten Kaufpreis oft der Verkäufer die Versandkosten übernimmt. Versandkosten stellen im Online-Handel ein wesentliches Kriterium für die Kaufentscheidung des Verbrauchers dar, denn sie erhöhen den Kaufpreis. Die Versandkosten geben bei bis zu 80 % der Käufer den Ausschlag dafür, für welchen Anbieter sie sich entscheiden. Bei der Berechnung der Versandkosten stehen dem Online-Handel als Alternativen keine Berechnung der Versandkosten, pauschale Versandkosten oder Versandkosten in Abhängigkeit nach der Summe, des Gewichts oder der Menge des Warenkorbs zur Verfügung.

## International
Nach IAS 2.6 sind die Versandkosten (englisch shipping costs) aus der Beschaffung die dem Vermögensgegenstand (Halbfabrikate) direkt zurechenbaren Aufwendungen.